# Robert Hartig
Robert Hartig (Braunschweig, 30 maggio 1839 – Monaco di Baviera, 9 ottobre 1901) è stato un botanico e micologo tedesco.

## Biografia
Fu istruito presso l'Università tecnica di Braunschweig e presso l'Università di Berlino. Nel 1878 fu nominato professore di botanica a Monaco di Baviera.
Hartig contribuì significativamente nella conoscenza della patologia vegetale. Prima delle sue indagini sulle fasi progressive della malattia degli alberi, poco o nulla si sapeva in questo settore, l'unico a saperlo era Hartig considerato, infatti, il fondatore della patologia arborea.
Hartig lavorò presso Eberswalde (1867-1878) e Monaco (1878-1901), principalmente nella patologia forestale. Ha descritto la rete Hartig.

## Opere

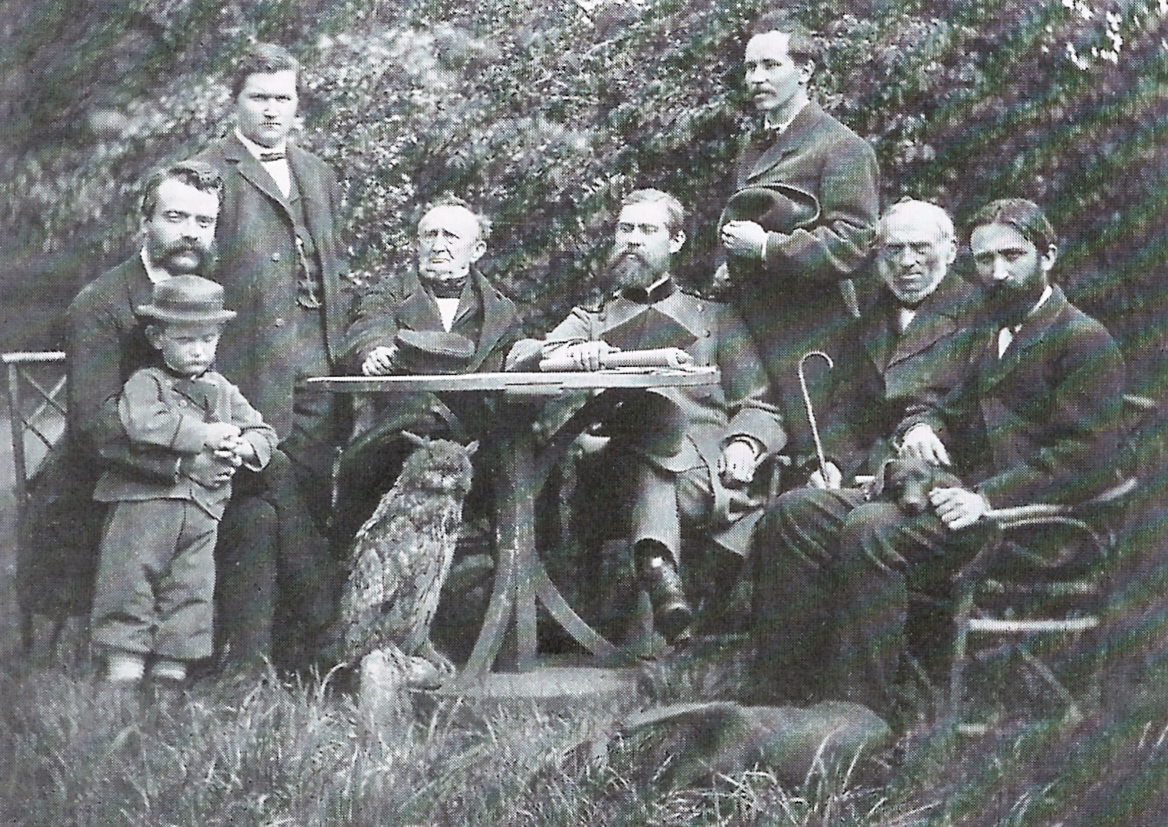
Insegnanti della scuola forestale di Neustadt-Eberswalde intorno al 1868 (da sinistra): Robert Hartig (con Peter Danckelmann nelle sue braccia), Julius Theodor Christian Ratzeburg, Bernhard Danckelmann, Adolf Remelé, Wilhelm Schneider e Wilhelm Schütze

- Vergleichende Untersuchungen über den Wachsthumsgang und Ertrag der Rothbuche und Eiche im Spessart, der Rothbuche im östlichen Wesergebirge, der Kiefer in Pommern und der Weißtanne im Schwarzwalde, Stuttgart 1865.
- Die Rentabilität der Fichtennutzholz- und Buchenbrennholzwirthschaft im Harze und im Wesergebirge. Stuttgart 1868.
- Wichtige Krankheiten der Waldbäume. Beiträge zur Mycologie und Phytopathologie für Botaniker und Forstmänner, Berlin 1874.
- Die durch Pilze erzeugten Krankheiten der Waldbäume. Für den deutschen Förster. Zweite Auflage. Breslau: Morgenstern, 1875.
- Die Zersetzungserscheinungen des Holzes der Nadelholzbäume und der Eiche in forstlicher botanischer und chemischer Richtung, Berlin 1878.
- Lehrbuch der Baumkrankheiten, Berlin 1882.
  - Lehrbuch der Baumkrankheiten, 2., verb. und vermehrte Auflage, Berlin 1889.
  - 2nd ed. translated into English by William Somerville and H. Marshall Ward as Diseases of Trees, London 1894
  - Lehrbuch der Pflanzenkrankheiten. Für Botaniker, Forstleute, Landwirthe und Gärtner, 3., völlig neu bearbeitete Auflage des Lehrbuches der Baumkrankheiten, Berlin 1900.
- Das Holz der deutschen Nadelwaldbäume, Berlin 1885.
- Der ächte Hausschwamm (Merulius lacrymans Fr.), (Die Zerstörungen des Bauholzes durch Pilze I), Berlin 1885.
  - 2nd ed.: Der echte Hausschwamm und andere das Bauholz zerstörende Pilze, 2. Aufl., bearbeitet und herausgegeben von Dr. C. Freiherr von Tubeuf, Berlin 1902.
- (con Rudolf Weber) Das Holz der Rothbuche in anatomisch-physiologischer, chemischer und forstlicher Richtung, Berlin 1888.
- Lehrbuch der Anatomie und Physiologie der Pflanzen unter besonderer Berücksichtigung der Forstgewächse, Berlin 1891.
- Die anatomischen Unterscheidungsmerkmale der wichtigeren in Deutschland wachsenden Hölzer, 4. Auflage, München 1898.

## Famiglia
Era figlio di Theodor Hartig (1805-1880) e nipote di Georg Ludwig Hartig (1764-1837). Fu il suocero di Karl von Tubeuf a sua volta micologo.